# Diaporthe revellens
Diaporthe revellens är en svampart som beskrevs av Nitschke 1870. Diaporthe revellens ingår i släktet Diaporthe och familjen Diaporthaceae.   Inga underarter finns listade i Catalogue of Life.